# Elezioni presidenziali in Siria del 1999
Le elezioni presidenziali in Siria del 1999 si tennero il 10 febbraio.
La Costituzione siriana prevedeva che il Presidente dovesse essere scelto dal Partito Ba'th e che la sua candidatura dovesse essere approvata prima dal Consiglio del popolo e poi dal popolo siriano tramite referendum. Il Consiglio del popolo scelse Hafez al-Assad, segretario del Partito Ba'th.

## Risultati
| A favore        | 8 960 011 | 100,00 |  |  |  |  |  |  |
| Contro          | 219       | 0,00   |  |  |  |  |  |  |
| Totale          | 8 960 230 | 100    |  |  |  |  |  |  |
|                 |           |        |  |  |  |  |  |  |
| Voti non validi | 917       | 0,01   |  |  |  |  |  |  |
| Votanti         | 8 961 147 | 98,46  |  |  |  |  |  |  |
| Elettori        | 9 101 000 |        |  |  |  |  |  |  |